# NGC 3610
NGC 3610 este o galaxie eliptică situată în constelația Ursa Mare. A fost descoperită în 1793 de către William Herschel. Se află la o distanță de 34,83 de megaparseci de Pământ.